# Balonmano Bera Bera
Balonmano Bera Bera (BM Bera Bera) ist der Name eines spanischen Vereins für Frauen-Handball. Er ist in San Sebastián beheimatet. Aus Sponsoringgründen tritt der Verein auch als Super Amara Bera Bera an. Bis 1998 spielte der Verein auch unter den Namen Corteblanco Bidebieta und Sociedad Cultural Recreativa Deportiva Bidebieta.

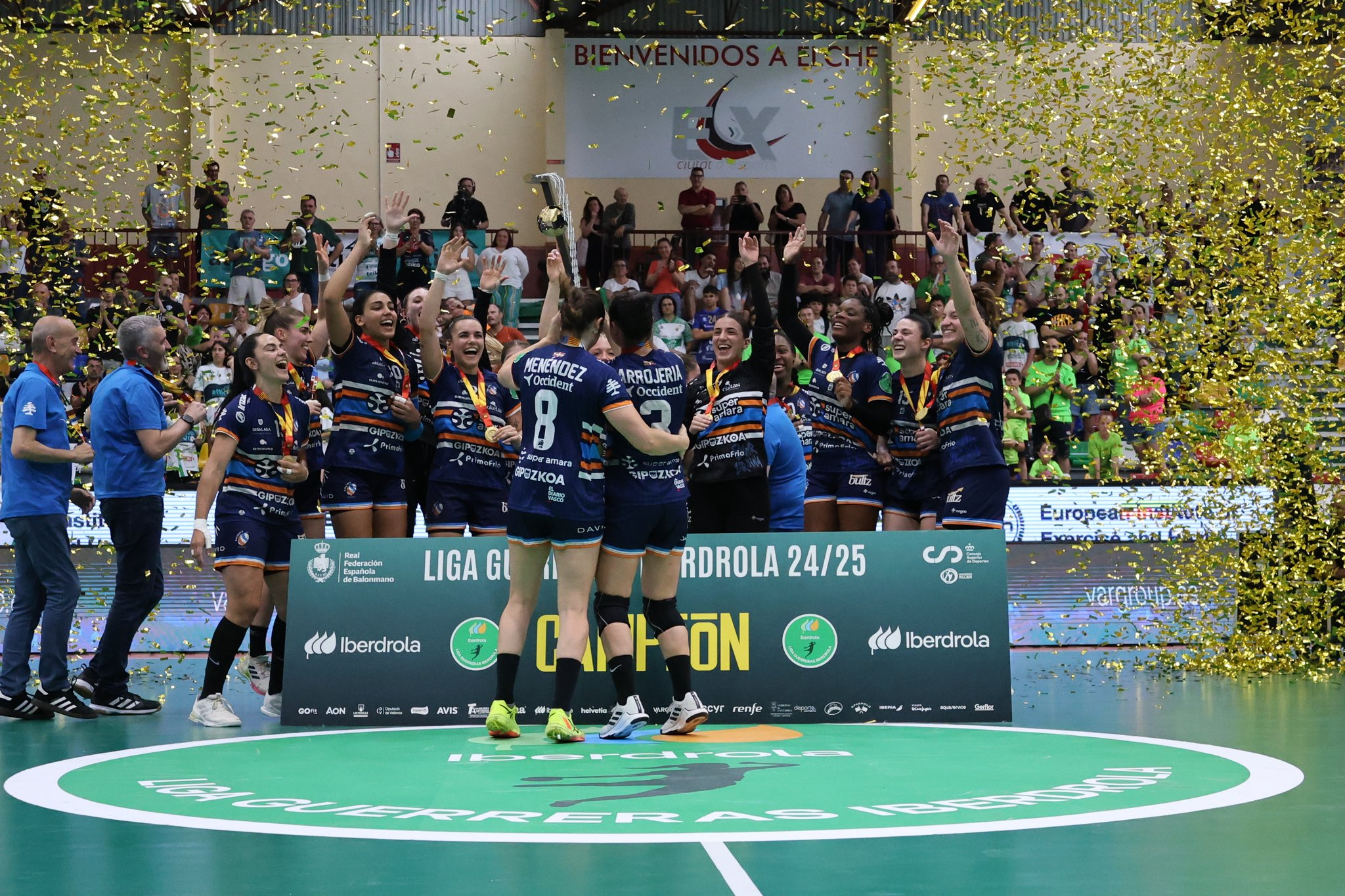
Die Mannschaft beim Gewinn der Meisterschaft 2025

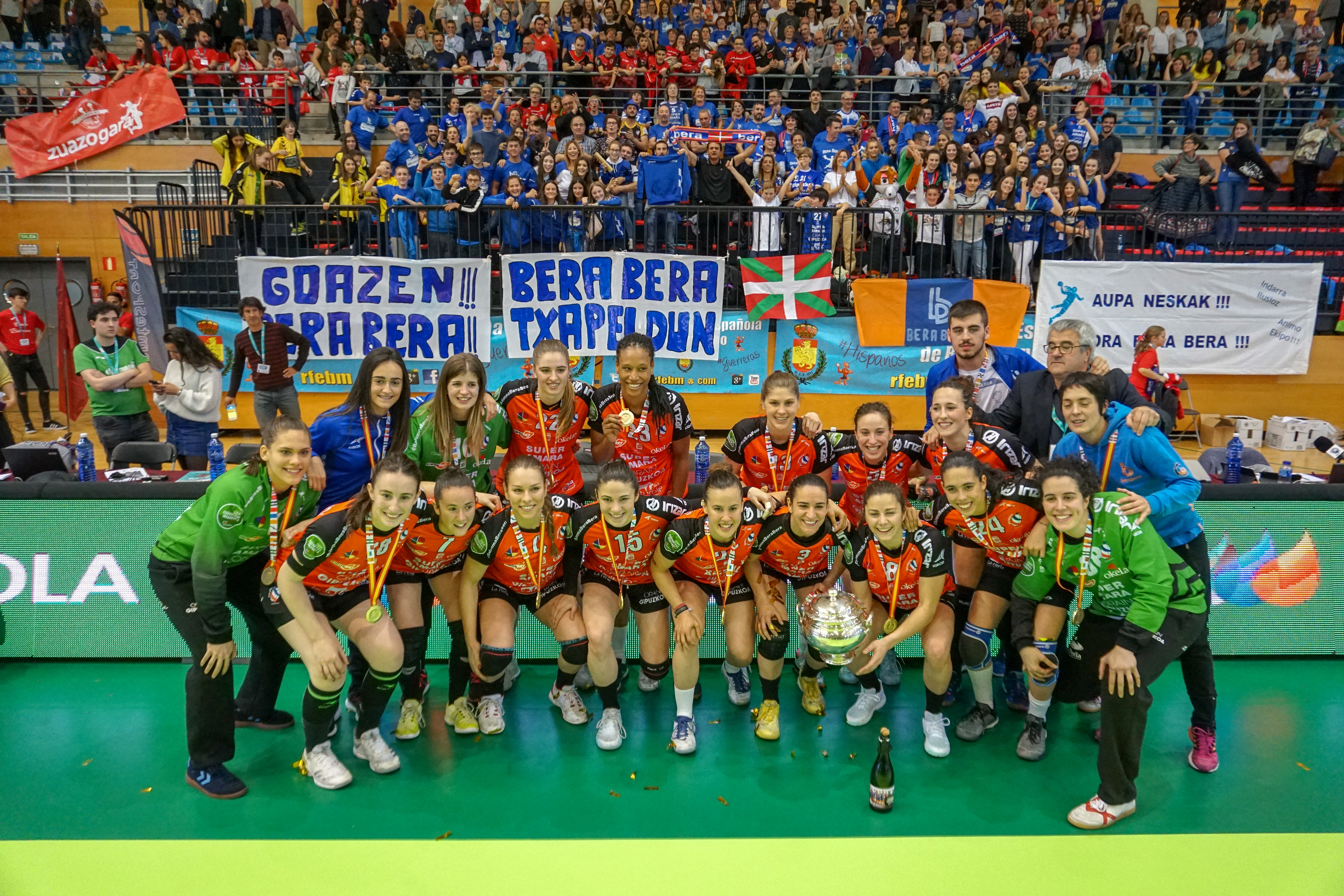
Die Mannschaft von BM Bera Bera nach dem Gewinn der Copa de la Reina (2019)

## Geschichte
Unter den Namen Corteblanco bzw. Sociedad Cultural Recreativa Deportiva (SCRD) Bidebieta spielte der 1983 gegründete Verein von 1985 bis 1990 in der zweiten spanischen Liga. Mehrfach Staffelsieger, verpasste das Team in diesen Jahren dennoch den Aufstieg. Dieser gelang in der Saison 1989/1990. Seit der Spielzeit 1990/1991 ist der Verein in der División de Honor femenina de balonmano, der ersten spanischen Liga, vertreten. Wegen wirtschaftlicher Schwierigkeiten trat der Verein 1998 dem Bera Bera Rugby Taldea bei und spielte fortan unter dem Namen Balonmano Bera Bera. (Balonmano ist spanisch für Handball). Nach dem Hauptsponsor tritt der Verein auch als Super Amara Bera Bera an.
Im Jahr 2007 konnte der Verein erstmals die Copa de la Reina, den spanischen Pokalwettbewerb, gewinnen und siegte zudem in der Supercopa de España, dem Supercup. 2013 wurde der Verein erstmals spanischer Meister.
International nahm die Mannschaft an europäischen Vereinswettbewerben teil, so am EHF-Pokal der Pokalsieger und der EHF Champions League.

## Erfolge
- spanische Meisterschaft 2013, 2014, 2015, 2016, 2018, 2020, 2021, 2022, 2024, 2025
- spanischer Pokal 2007, 2009, 2013, 2014, 2016, 2019, 2023, 2024, 2025
- spanischer Supercup 2007, 2013, 2014, 2015, 2016, 2017, 2019, 2022
- Supercopa Ibérica: 2023, 2024

## Spielerinnen
siehe Handballspielerinnen des Balonmano Bera Bera